# Zodarion frenatum
Zodarion frenatum är en spindelart som beskrevs av Simon 1884. Zodarion frenatum ingår i släktet Zodarion och familjen Zodariidae. Inga underarter finns listade i Catalogue of Life.